# Christine Anu
Christine Anu (née le 15 mars 1970 à Cairns) est une chanteuse de pop australienne. Descendante d'Indigènes du détroit de Torrès, elle vivait avec ses cinq frères et sœurs et ses dix-sept cousins dans une seule maison.
Anu est mère de deux enfants; Kuiama (né en 1996) et Séphora Mary (née en 2002).

## Carrière musicale
Elle a commencé sa carrière artistique comme danseuse puis s'est mise à chanter pour The Rainmakers, qui comprenait Neil Murray de la Warumpi Band.
Elle enregistra en 1993 "Last Train", un remake de la chanson de Paul Kelly, puis "Monkey and the Turtle", basée sur un conte traditionnel. Après "My Island Home", elle sort son premier album, "Stylin 'Up" qui rassemblait quelques-uns de ses plus grands succès, notamment "Party"  qui fut disque d'or en Australie et qui lui permit de devenir porte-parole pour les Aborigènes.
En 1995, Neil Murray remporta un prix de l’"Australasian Performing Right Association" pour avoir écrit "My Island Home". Christine Anu remporta un prix de l’"Australian Record Industry Association" (ARIA) pour ses interprétations musicales ainsi qu'un prix aux "Deadly Sounds National Aboriginal & Islander Music Awards" comme meilleure artiste féminine.
Baz Luhrmann lui demanda de chanter "Now Until The Break of Day" sur son album "Something For Everybody". La musique et la vidéo de l'album remportèrent un autre prix aux ARIA.
Il fallut cinq ans pour que "Stylin 'Up" ait une suite ; "Come My Way" a fait d'elle une véritable étoile de la chanson. "Sunshine On A Rainy Day" est restée treize semaines en tête des hit-parades en Australie.
En 2000, elle a chanté "My Island Home" à la cérémonie de clôture des Jeux olympiques d'été de 2000 à Sydney.

## Actrice
Christine Anu a également connu une brillante carrière à la télévision. Elle est apparue dans Dating the Enemy, un film australien de 1996 avec Guy Pearce et Claudia Karvan. Elle a aussi joué dans la version australienne de la comédie musicale Little Shop of Horrors la même année.
Elle a eu ensuite un premier rôle dans la comédie musicale Rent en 1998 et 1999. Son association avec Baz Luhrmann l'a emmené à lui offrir un rôle dans Moulin Rouge. En 2003, elle joue le rôle de Kali dans Matrix Reloaded.
En 2004, elle devint juge dans Popstars Live, une émission de télévision de la Seven Network mais elle démissionna de son poste peu après faute de vouloir être plus sévère envers les candidats.

## Discographie
- Stylin Up (1995)

Singles: Monkey & the Turtle, Come On, Island Home, Party
- Come My Way (2000)

Singles: Sunshine on a Rainy Day, Jump To Love, 'Coz I'm Free
- 45 Degrees (2003)

Singles: Talk About Love

## Cinéma
- 1996 : Dating the Enemy de Megan Simpson Huberman
- 2001 : Moulin Rouge de Baz Luhrmann
- 2003 : Matrix Reloaded d'Andy et Larry Wachowski

## Théâtre
- 1998 : Rent (comédie musicale)